# Mitterkirchner Prunkwagen

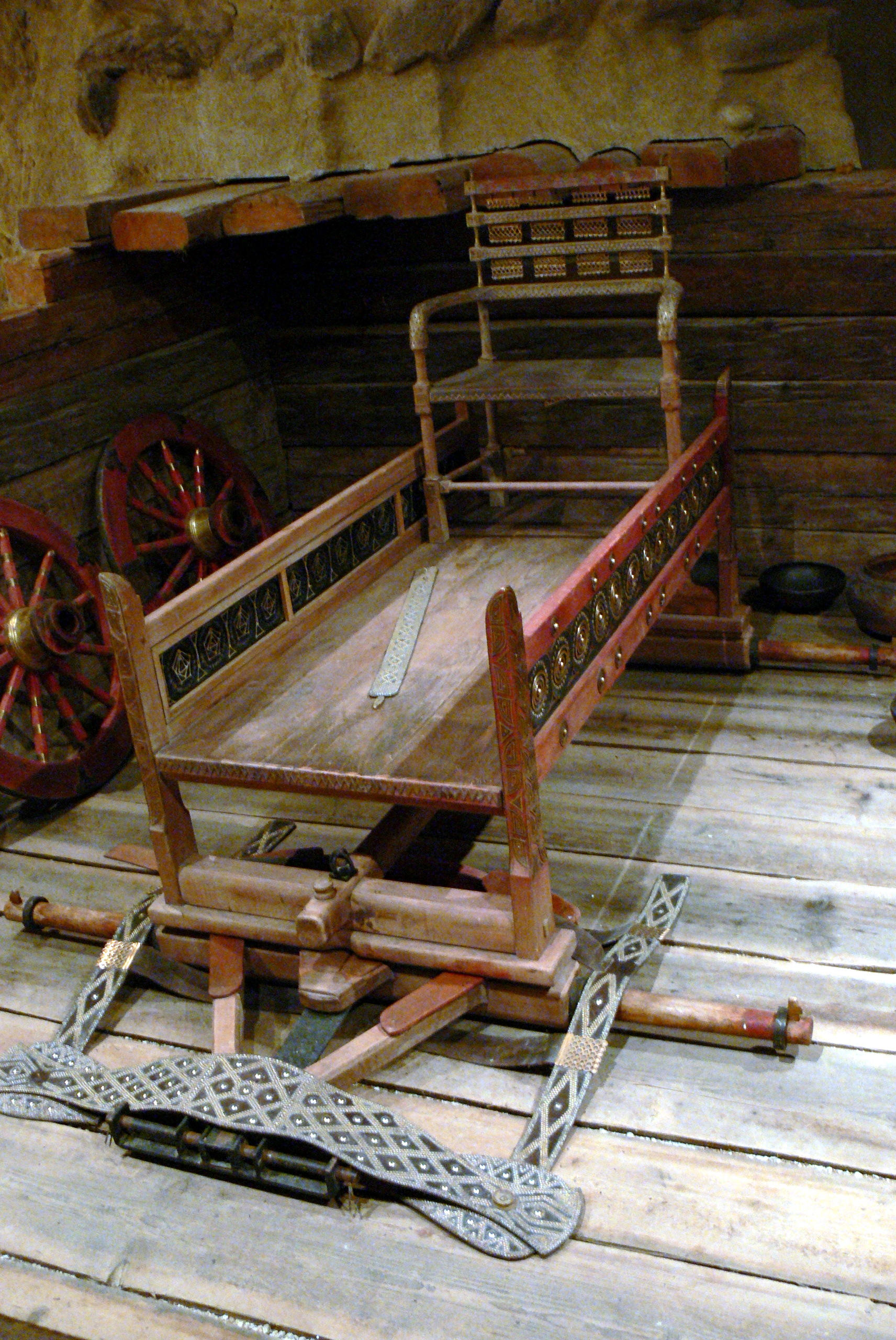
Mitterkirchner Prunkwagen aus dem Wagengrab von Mitterkirchen, Teilrekonstruktion

Der Mitterkirchner Prunkwagen ist eine Grabbeigabe für eine hoch gestellte Frau aus der Hallstattzeit, die im Wagengrab von Mitterkirchen bestattet wurde. Der Wagen wurde 1984 in dem Hügelgrab gefunden.
Im Rahmen der Europalia vom Oberösterreichischen Landesmuseum im Archäologischen Museum in Lüttich wurde eine Rekonstruktion des Mitterkirchner Prunkwagens in der Ausstellung Hügelgrab und Prunkwagen ausgestellte und fand große Beachtung. Inhalt der Ausstellung waren die Ergebnisse der Grabungen in Ortschaft Lehen/Mitterkirchen im Machland.
Die Rekonstruktion des Wagens kann im Keltendorf Mitterkirchen in einem nachgebauten begehbaren Grabhügel besichtigt werden.